# Mick Taylor
Michael Kevin "Mick" Taylor (* 17. ledna 1949, Welwyn Garden City, Hertfordshire, Anglie, Spojené království) je anglický hudebník, nejznámější jako bývalý člen skupin John Mayall and the Bluesbreakers (1966–1969) a The Rolling Stones (1969–1974). V roce 1989 byl společně s Rolling Stones uveden do Rock and Roll Hall of Fame.